# 水戸のラーメンまつり
水戸のラーメンまつり（みとのラーメンまつり）は、毎年11月下旬（勤労感謝の日前後）に、茨城県水戸市で行われる祭である。茨城県内最大級のグルメイベントである。

## 概要
水戸のラーメンまつりは、水戸市が、日本ではじめてラーメンを食べたといわれる徳川光圀公ゆかりのまちであることから、国民的な人気を博すラーメンにより、交流人口の増加を図る目的とともに、地場産品の使用による水戸の食資源の充実を図り、まちなかの賑わいへの波及等地域産業の活性化に取り組むイベント。
イベントは数日間にわたり行われる。全国から有名ラーメン店を招請し、これに対し、地元ラーメン店が共同し、普段お店で食べることのできないオリジナルラーメン（地場産品の麺、具材、スープを用い）を開発し、有名らーめん店に対抗する。また、イベントには、地元グルメの飲食店や水戸藩らーめん等の物販コーナーを併設する。さらに、地元アーティストやご当地アイドルによるステージイベントを実施し、ラーメンを中心とした水戸ならではの祭典を行う。

## 歴史
- 2015年11月20日 - 23日に、水戸観光コンベンション協会を主催者として、「水戸のラーメンまつり2015」として開催された。会場は、千波公園ふれあい広場（旧・偕楽園レイクランド跡地）[2]。約７万人が来場し、４万７千杯のラーメンを売り上げた[3]。
- 2016年5月3日 - 8日に、第１回と同じく水戸観光コンベンション協会を主催者として、「水戸のラーメンまつりⅡ ～炎のラーメンウィーク～」として開催。会場を千波湖西駐車場に移して開催し[4]、今回は、８万２千人が来場し、４万８千杯のラーメンを売り上げた[5]。
- 2017年11月23日 - 26日に、主催者を変えて「水戸のラーメンまつり Ⅲ」として開催。開催時期も再び11月開催に戻り、会場も再び千波公園内のさくら広場に移して開催した[6]
- 2018年11月23日 - 25日に、「水戸のラーメンまつり 4」として開催。会場を偕楽園四季の原広場に移して開催した[7]。
- 2019年11月16日、17日と、11月23日、24日に、「水戸のラーメンまつり 5」として開催。2週に分けて開催はイベント開始以来初である。会場も昨年と同じ、偕楽園四季の原広場での開催[8]。
- 2020年は、第6回目にあたるが、コロナ感染症拡大のため中止となった[9]。

## 購入
ラーメンはチケット制となっており、セブンチケットで前売り券を販売、当日券は本部テントで販売している（各店舗共通。チケット販売価格は年ごとに変化）。大盛り、トッピングの追加項目のみ各店舗に於いて現金支払い可能。イベント終了時間30分前にチケットの販売は終了となる。

## アクセス
- 電車・バス利用
  - JR常磐線水戸駅より関東鉄道バスで千波方面行きに乗車し、『千波湖』バス停下車。徒歩5分
  - なお、『偕楽園駅』（臨時駅）はラーメンまつりに合わせた営業は行っていない
- 車利用
  - 常磐自動車道水戸ICから国道50号利用。臨時駐車場あり。